# دار فلاق (المنزلة)
دار فلاق هي إحدى مشيخات المملكة المغربية، تتبع جغرافيا لعمالة طنجة أصيلة وإداريًا لالمنزلة. يقدر عدد سكانها بـ 1022 نسمة حسب الإحصاء الرسمي للسكان والسكنى لسنة 2004.